# Saíd bin Tajmúr
Saíd bin Tajmúr (arabsky سعيد بن تيمور ‎, 13. srpna 1910 Maskat – 19. října 1972 Londýn), celým jménem Saíd bin Tajmúr bin Fajsal, byl sultán Maskatu a Ománu (dnešní Omán). Vládl od 10. února 1932 do 23. července 1970. V roce 1951 dovedl zemi k nezávislosti. Spolu se svou druhou ženou Mazún al-Mašání měli syna Kábúse, jenž vystřídal svého otce ve funkci sultána, ve které působil až do své smrti v roce 2020.
Během posledního období své vlády se stal Tajmúr paranoidním a dokonce uvěznil svého syna. Kábús však uprchl, dostal se s pomocí svých lidí k moci. V získání vlády mu rovněž pomáhala Velká Británie, kam Kábús poslal svého otce do exilu.